# Generose Lushiku Muya
Générose Lushiku Muya est une femme politique de la République démocratique du Congo. Elle a été ministre de l’Urbanisme et de l’Habitat dans le gouvernement Muzito I de 2008 à 2010. Depuis 2016, elle siège comme administratrice au conseil d’administration de la Société commerciale des transports et des ports (SCPT), une entreprise publique congolaise.

## Biographie
Peu de détails sont disponibles sur ses débuts et sa formation. Générose Lushiku Muya entre sur la scène nationale lors de la composition du Gouvernement Muzito I.
Elle est nommée ministre de l’Urbanisme et de l’Habitat le 26 octobre 2008 dans le gouvernement formé par le Premier ministre Adolphe Muzito. Elle succède à Sylvain Ngabu Chumbu.
Durant son mandat, elle participe à l’application des Cinq chantiers de la République du président Joseph Kabila, avec un accent mis sur la politique du logement et la gestion urbaine.
Elle quitte le gouvernement lors du remaniement ministériel de février 2010, remplacée par César Lubamba Ngimbi.

## Fonctions occupées
- 26 octobre 2028 – février 2010 : Ministre de l’Urbanisme et de l’Habitat dans le Gouvernement Muzito I.
- Depuis 2016 : Membre du Conseil d’administration de la Société commerciale des transports et des ports (SCPT)[4],[5].

## Engagements
En tant que ministre, elle avait affirmé vouloir : « Réformer le ministère pour le rendre plus opérationnel et contribuer efficacement aux politiques de logement social dans les zones urbaines. »
Son implication dans la SCPT s’inscrit dans le cadre de la réforme des entreprises publiques engagée sous la présidence de Joseph Kabila à partir de 2016.